# Giải đua ô tô Công thức 1 Áo
Giải đua ô tô Công thức 1 Áo (tiếng Đức: Großer Preis von Österreich) là một chặng đua Công thức 1 được tổ chức vào các năm 1964, 1970–1987, 1997–2003 và kể từ khi quay trở lại lịch đua Công thức 1 kể từ năm 2014 trở đi.

## Địa điểm tổ chức
Trong suốt lịch sử Công thức 1, Giải đua ô tô Công thức 1 Áo được tổ chức tại hai địa điểm khác nhau ở vùng Đông Nam Áo. Ban đầu, Giải đua ô tô Công thức 1 Áo được tổ chức ở Zeltweg, cách Graz khoảng 70 km về phía tây. Kể từ năm 1969, Giải đua ô tô Công thức 1 Áo diễn ra ở Spielberg bei Knittelfeld, với hai địa điểm cách nhau khoảng 4 km (2,5 mi). Chặng đua này được tổ chức lần đầu tiên tại Căn cứ Không quân Zeltweg trong sáu năm trước khi một trường đua cố định, ban đầu được gọi là Österreichring và sau này được gọi là A1-Ring và Red Bull Ring, được xây dựng.

## Lịch sử

### Giai đoạn tổ chức tại trường đua ở Căn cứ Không quân Zeltweg
Giải đua ô tô Công thức 1 Áo được tổ chức tại trường đua ở căn cứ Không quân Zeltweg kể từ năm 1963 cho đến năm 1969. Trong suốt giai đoạn này, một sự kiện không thuộc giải vô địch đã được tổ chức vào năm 1963 tại trường đua ở Căn cứ Không quân Zeltweg. Tay đua người Úc Jack Brabham đã giành chiến thắng chặng đua này. Sự kiện thuộc giải vô địch đầu tiên diễn ra vào năm sau và tay đua người Ý Lorenzo Bandini đã giành chức vô địch Công thức 1 duy nhất của ông với chiếc xe đua Ferrari. Mặc dù cuộc đua này đã được tổ chức thành công nhưng trường đua được cho là quá nguy hiểm do nó hẹp và rất gập ghềnh khiến nhiều khán giả phàn nàn về khu vực quan sát kém. Vì vậy, Liên đoàn Ô tô Quốc tế (FIA) đã xóa cuộc đua này khỏi lịch đua Công thức 1 cho đến khi đường đua được xây dựng một cách phù hợp cho các chặng đua Công thức 1.
Sự kiện này được tổ chức vào năm 1965 với tư cách là một cuộc đua xe thể thao không thuộc chức vô địch với tên gọi Zeltweg 200 dặm, trước khi được thay thế bởi giải vô địch đua xe thể thao thế giới từ năm 1966 đến 1969 thông qua tên gọi Zeltweg 1000 km.

### Österreichring
Từ năm 1970 đến năm 1987, Giải đua ô tô Công thức 1 Áo thường xuyên được tổ chức tại trường đua Österreichring. Trường đua này được hoàn thành vào năm 1969 và tọa lạc ở các phường Spielberg và Flatschach. Ban đầu, trường đua có độ dài 5,911 km và sau đó được kéo dài lên 5,942 km vào năm 1977 sau khi một khúc cua được thêm vào để ngăn cản các vụ tai nạn chết người như của Mark Donohue vào cuộc đua năm 1975. Sau khi cuộc đua đầu tiên được diễn ra trong vòng 60 vòng đua, thì số lượng vòng đua tại các cuộc đua vào những nam sau đó thay đổi từ 52 đến 54 vòng đua. Trường đua Österreichring được coi là một đường đua tốc độ cao tuyệt đối. Cùng với trường đua Silverstone, các kỷ lục mới về tốc độ trung bình của một vòng đua đã liên tục được thiết lập trong nhiều năm. Kỷ lục thời gian trên trường đua này được lập bởi Nigel Mansell với 1:28,318 phút tại cuộc đua vào năm 1987 với Williams. Cũng ngay tại cuộc đua này, hai vụ tai nạn lớn ngay từ đầu gây thiệt hại hàng triệu USD. Sau năm 1987, Công thức 1 tạm biệt nước Áo mười năm vì trường đua Österreichring không còn phù hợp với thời gian nữa.

### A1-Ring
Vào những năm 1995 và 1996, trường đua Österreichring đã được tân trang lại và hiện đại hóa và điều này cho phép Giải đua ô tô Công thức 1 Áo diễn ra trở lại vào năm 1997. Sau đó, trường đua Österreichring được đổi tên thành A1-Ring theo tên một nhà tài trợ nằm trên lãnh thổ thành phố Spielberg bei Knittenfeld. Thị trấn này đã được chỉ định là địa điểm tổ chức của Giải đua ô tô Công thức 1 Áo.
Toàn bộ trường đua A1-Ring đã được Hermann Tilke thiết kế lại và sau khi ông đã tái thiết kế trường đua này, trường đua A1-Ring đã mất tất cả các khúc cua dài và rộng ngoại trừ khúc cua Texaco (được làm ngắn hơn và chậm hơn) và khúc cua Hella-Licht, Flatschach, khúc cua Dr. Tiroch và khúc cua đầu tiên một nửa phần đường đua như hình xuơng sống đến nơi góc cua Bosch-Kurve được thay thế bằng một đường vòng đi trực tiếp đến nửa sau của phần đường đua hình xuơng sống với hướng lên dốc. Chặng đua vào năm 2002 đã gây ra nhiều dư luận tiêu cực sau khi Ferrari yêu cầu Rubens Barrichello nhường chiến thắng cho Michael Schumacher. Trường đua A1-Ring tổ chức Giải đua ô tô Công thức 1 Áo lần cuối cùng vào năm 2003.

### Red Bull Ring
Vào tháng 7 năm 2013, chủ sở hữu mới của Red Bull GmbH đã đạt được thỏa thuận với Bernie Ecclestone để hồi sinh Giải đua ô tô Công thức 1 Áo sau 10 năm vắng bóng. Chặng đua được ấn định ngày tạm thời là tháng 7 năm 2014. Vào ngày 6 tháng 12, Giải đua ô tô Công thức 1 Áo có mặt trong lịch đua chính thức.
Max Verstappen có cú vượt gây tranh cãi với Charles Leclerc để giành chiến thắng trong chặng đua năm 2019. Do đại dịch COVID-19 nên chặng đua này trở thành chặng đua mở màn của mùa giải 2020 và người chiến thắng là Valtteri Bottas. Trong chặng đua năm 2021, Max Verstappen giành chiến thắng từ vị trí pole. Đầu cuộc đua, Sergio Pérez bị Lando Norris đẩy ra khỏi đường đua, đến giữa cuộc đua thì Pérez lại hai lần đẩy Charles Leclerc ra khỏi đường đua.

## Kết quả theo năm
| Năm         | Tay đua                      | Đội đua                    | Trường đua                | Chi tiết      |
| ----------- | ---------------------------- | -------------------------- | ------------------------- | ------------- |
| 1963        | Jack Brabham                 | Brabham-Climax             | Căn cứ không quân Zeltweg | Chi tiết      |
| 1964        | Lorenzo Bandini              | Ferrari                    | Căn cứ không quân Zeltweg | Chi tiết      |
| 1965        | Jochen Rindt                 | Ferrari                    | Căn cứ không quân Zeltweg | Chi tiết      |
| 1966        | Gerhard Mitter Hans Herrmann | Porsche                    | Căn cứ không quân Zeltweg | Chi tiết      |
| 1967        | Paul Hawkins                 | Ford                       | Căn cứ không quân Zeltweg | Chi tiết      |
| 1968        | Jo Siffert                   | Porsche                    | Căn cứ không quân Zeltweg | Chi tiết      |
| 1969        | Jo Siffert Kurt Ahrens, Jr.  | Porsche                    | Österreichring            | Chi tiết      |
| 1970        | Jacky Ickx                   | Ferrari                    | Österreichring            | Chi tiết      |
| 1971        | Jo Siffert                   | BRM                        | Österreichring            | Chi tiết      |
| 1972        | Emerson Fittipaldi           | Lotus-Ford                 | Österreichring            | Chi tiết      |
| 1973        | Ronnie Peterson              | Lotus-Ford                 | Österreichring            | Chi tiết      |
| 1974        | Carlos Reutemann             | Brabham-Ford               | Österreichring            | Chi tiết      |
| 1975        | Vittorio Brambilla           | March-Ford                 | Österreichring            | Chi tiết      |
| 1976        | John Watson                  | Penske-Ford                | Österreichring            | Chi tiết      |
| 1977        | Alan Jones                   | Shadow-Ford                | Österreichring            | Chi tiết      |
| 1978        | Ronnie Peterson              | Lotus-Ford                 | Österreichring            | Chi tiết      |
| 1979        | Alan Jones                   | Williams-Ford              | Österreichring            | Chi tiết      |
| 1980        | Jean-Pierre Jabouille        | Renault                    | Österreichring            | Chi tiết      |
| 1981        | Jacques Laffite              | Ligier-Matra               | Österreichring            | Chi tiết      |
| 1982        | Elio de Angelis              | Lotus-Ford                 | Österreichring            | Chi tiết      |
| 1983        | Alain Prost                  | Renault                    | Österreichring            | Chi tiết      |
| 1984        | Niki Lauda                   | McLaren-TAG                | Österreichring            | Chi tiết      |
| 1985        | Alain Prost                  | McLaren-TAG                | Österreichring            | Chi tiết      |
| 1986        | Alain Prost                  | McLaren-TAG                | Österreichring            | Chi tiết      |
| 1987        | Nigel Mansell                | Williams-Honda             | Österreichring            | Chi tiết      |
| 1988 – 1996 | Không diễn ra                | Không diễn ra              | Không diễn ra             | Không diễn ra |
| 1997        | Jacques Villeneuve           | Williams-Renault           | A1-Ring                   | Chi tiết      |
| 1998        | Mika Häkkinen                | McLaren-Mercedes           | A1-Ring                   | Chi tiết      |
| 1999        | Eddie Irvine                 | Ferrari                    | A1-Ring                   | Chi tiết      |
| 2000        | Mika Häkkinen                | McLaren-Mercedes           | A1-Ring                   | Chi tiết      |
| 2001        | David Coulthard              | McLaren-Mercedes           | A1-Ring                   | Chi tiết      |
| 2002        | Michael Schumacher           | Ferrari                    | A1-Ring                   | Chi tiết      |
| 2003        | Michael Schumacher           | Ferrari                    | A1-Ring                   | Chi tiết      |
| 2004 – 2013 | Không tổ chức                | Không tổ chức              | Không tổ chức             | Không tổ chức |
| 2014        | Nico Rosberg                 | Mercedes                   | Red Bull Ring             | Chi tiết      |
| 2015        | Nico Rosberg                 | Mercedes                   | Red Bull Ring             | Chi tiết      |
| 2016        | Lewis Hamilton               | Mercedes                   | Red Bull Ring             | Chi tiết      |
| 2017        | Valtteri Bottas              | Mercedes                   | Red Bull Ring             | Chi tiết      |
| 2018        | Max Verstappen               | Red Bull Racing-TAG Heuer  | Red Bull Ring             | Chi tiết      |
| 2019        | Max Verstappen               | Red Bull Racing-Honda      | Red Bull Ring             | Chi tiết      |
| 2020        | Valtteri Bottas              | Mercedes                   | Red Bull Ring             | Chi tiết      |
| 2021        | Max Verstappen               | Red Bull Racing-Honda      | Red Bull Ring             | Chi tiết      |
| 2022        | Charles Leclerc              | Ferrari                    | Red Bull Ring             | Chi tiết      |
| 2023        | Max Verstappen               | Red Bull Racing-Honda RBPT | Red Bull Ring             | Chi tiết      |
| 2024        | George Russell               | Mercedes                   | Red Bull Ring             | Chi tiết      |